# Лехтимяки, Вернер Вильгельмович
Вернер Вильгельмович Лехтимяки (фин. Verner Lehtimäki; 1890, Вахто, Финляндия — 5 апреля 1938) — один из руководителей финской Красной Армии, лётчик, брат известного финского писателя Конрада Лехтимяки.

## Биография
Родился в 1890 году, недалеко от города Або (ныне Турку) в семье плотника. Был средним сыном в семье: старшим был Конрад, младшим — Ильмари (Яльмар), впоследствии ставший верным наперсником Вернера.
В 1910 году Вернер уезжает в Америку, где работает ковбоем на ранчо, а затем несколько лет служит корабельным юнгой на Миссисипи. В 1916 он переезжает в Петроград и устраивается работать в автомобильную фирму «Вауксхал», где его застает Февральская революция. Вскоре фабрика закрывается и Лехтимяки возвращается домой.
В ноябре 1917 года Лехтимяки организует в Турку отряд финской Красной Армии. После отступления красноармейцев в Тампере, Лехтимяки становится главнокомандующим Восточным фронтом, а после гибели Хуго Салмелы руководит обороной города. Ему удалось прорваться из блокады белофиннов и бежать в РСФСР, где он с остатком отряда вступает в Мурманский легион. После распада легиона Лехтимяки оказывается в Петрограде, где в 1919 году вместе с братом Ильмари учатся в лётной школе Красного флота, после чего отправляются на фронт, воевать против войск Юденича.
В 1921 году Вернер и Ильмари участвуют в подавлении Кронштадтского восстания.
В конце 1923 года Вернер Лехтимяки отправляется в Китай, так как в Шанхае гастролировала его жена, уроженка Швейцарии, оперная певица Лилли Лееманн, с которой он познакомился ещё в Петрограде. Оттуда в середине 20-х годов он с семьей и братом перебирается в Сан-Франциско, затем в Чикаго и Нью-Йорк. В Америке Вернер завёл широкий круг знакомых, подружился с Ф. Д. Рузвельтом, собирал средства в пользу социализма, основал авиационное предприятие, занимавшееся ремонтом самолётов и воздушными перевозками.
По некоторым данным[уточнить], за границей Лехтимяки также выполнял разведывательные задания Коминтерна.
В 1931 году братья вернулись в СССР, в Ленинград. С собой они привезли 20 гидропланов в разобранном виде, линию авиазавода, а также молодых обученных пилотов и механиков финского происхождения. Средства на покупку гидропланов и производственной линии они собрали сами. Впоследствии эти самолёты использовались в Красной Армии.
В Ленинграде Вернер работал на судостроительном заводе им. Каракозова (ныне Завод «Радиоприбор»). Проживал на набережной реки Фонтанки, дом 40 квартира 45.
В феврале 1934 года младший брат Ильмари умер в Кремлёвской больнице от рака желудка.
22 января 1938 года Вернер Лехтимяки был арестован. 29 мартаКомиссией НКВД и Прокуратуры СССР приговорён по статье 58-6, 10 УК РСФСР к высшей мере наказания. Причиной смертного приговора был назван шпионаж в пользу Финляндии. Указывалось также, что Вернер занимался шпионажем вместе с Оскари Токоем, но роль организатора всех мероприятий отводилась Вернеру. Все эти обвинения не имели абсолютно никакой реальной почвы под собой. 5 апреля 1938 года расстрелян.
В 1957 году Вернер Лехтимяки был реабилитирован.

## Семья
Жена — оперная певица Лили Лееманн (нем. Lilly Leemann; 1896—1973).
Сын — Эйно Вернерович (1922—2000). В 1941 году окончил ленинградскую школу № 206, во время войны служил шофёром в военно-дорожном отряде. После войны окончил Ленинградский горный институт и стал геологом, специалистом в области гидрогеологии. В 1954—55 работал в уранодобывающем предприятии СГАО «Висмут». Будучи уже кандидатом геолого-минералогических наук, в 1968 году был избран доцентом кафедры инженерной геологии ЛИИЖТа. В 1984 г. защитил докторскую диссертацию, с 1985 года — профессор кафедры «Основания и фундаменты» (с которой в 1969 году была вновь объединена кафедра инженерной геологии).